# Georg Niedermeier
Georg Niedermeier (München, 1986. február 26. –) német labdarúgó, a VfB Stuttgart hátvédje.

## Klubcsapatokban

### Bayern München
Niedermeier a Bayern München tartalékcsapatában játszott 2003-tól, első meccsét október 18-án játszotta az Augsburg ellen, a találkozón nem született gól. Korábban az SC Bogenhausen utánpótlás-játékosa volt, mielőtt kilencévesen a müncheni klubba került volna.
2008-ban Niedermeier kapta a csapatkapitányi karszalagot az FC Union Berlin ellen 2–1-re megnyert szezonnyitón. Ugyanebben az évben lett az első csapat tagja, ahol a profik közt is bemutatkozott. Felhasználatlan csere volt a Hamburger SV és a Borussia Dortmund elleni augusztusi Bundesliga-meccseken, majd később az Olympique Lyonnais elleni UEFA-bajnokok ligája-meccsen is. 2009 januárjában 2012-ig szerződést hosszabbított.

### VfB Stuttgart

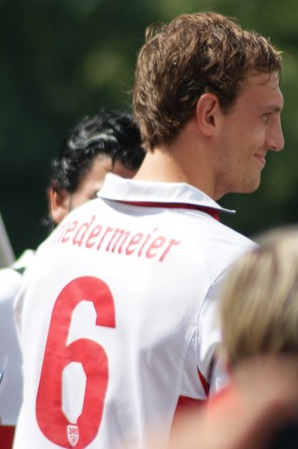
Niedermeier 2010-ben Stuttgartban

2009. január 30-án júniusig kölcsönadták a VfB Stuttgartnak, hogy első csapatbeli tapasztalatot szerezzen. A transzfer után a játékos azt mondta, itt több lehetősége lesz játszani. Két nappal később, február 1-én bemutatkozott a Bundesligában, 2–0-ra verték a Karlsruher SC-t. A szezon első felében bokasérüléssel küszködött, ezért mindössze 4 további meccsen lépett pályára.

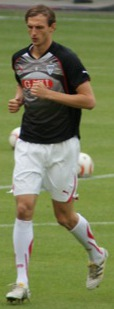
Niedermeier melegít egy meccs előtt

A következő szezonban megszerezte pályafutása első gólját, fejjel vette be 2009. augusztus 28-án a Borussia Dortmund kapuját, a vége 1–1 lett. A Bajnokok Ligájában az 5. fordulóban mutatkozott be, 2–0-ra verték a Rangersöt, legközelebb a nyolcaddöntő visszavágóján játszott, 4–0-ra verte őket a címvédő Barcelona. A szezon során alig kapott több lehetőséget, mint a megelőző idényben. 2010. február 11-én Niedermeier 2014. júniusáig szóló szerződést kötött a VfB-vel, ahová végleg átigazolt a Bayern Münchentől.
A következő szezon fontos lépés volt karrierjében, ugyanis az új edző, Bruno Labbadia őt és Mathieu Delpierret játszatta a védelem közepén. Első gólját a 2010. szeptember 18-án, a Borussia Mönchengladbach 7–0-s kiütésekor lőtte. A szezon során a Young Boys ellen 3–0-ra megnyert meccsen bemutatkozhatott az Európa-ligában is. Az első kör odavágóján csereként beállva védekező középpályást játszott, 2–1-re kaptak ki a Benficától. A Stuttgart a visszavágón is kikapott, így kiesett az Európa-ligából.
A következő szezonban megőrizte csapaton belüli szerepét, habár az elején sérüléssel bajlódott. A 2012. szeptember 23-i Werder Bremen elleni 2–2-es döntetlen alkalmával, csatár posztra érkezett Okazaki Sindzsi helyett, nem sokkal ezután gólpasszt adott Cacaunak, beállítva a végeredményt. Az Európa-liga csoportkörének első meccsén meglőtte első nemzetközi gólját, az eredmény 2–2 lett a Steaua București ellen. 2013. január 9-én 2016. júniusáig szerződést hosszabbított.

## Válogatottban
Niedermeier 14 meccsen játszott a német U17-es labdarúgó-válogatottban.

## Fordítás
Ez a szócikk részben vagy egészben  a   Georg Niedermeier című angol Wikipédia-szócikk ezen változatának fordításán alapul.  Az eredeti cikk szerkesztőit annak laptörténete sorolja fel. Ez a jelzés csupán a megfogalmazás eredetét és a szerzői jogokat jelzi, nem szolgál a cikkben szereplő információk forrásmegjelöléseként.